# Valdemaqueda
Valdemaqueda är en kommun i Spanien. Den ligger i den autonoma regionen Madrid, i den centrala delen av landet, 50 km väster om huvudstaden Madrid. Antalet invånare är 833 (2024).